# Амазонский ревун
Амазонский ревун (лат. Alouatta nigerrima) — вид паукообразных обезьян (Atelidae). Представители обитают в Бразилии в южной части амазонского дождевого леса. Подобно родственным видам, обладает хватательным хвостом. До 2001 года считался подвидом (иногда синонимом) краснорукого ревуна (Alouatta belzebul). Отличается полностью чёрным окрасом шерсти.